# Piarres Larzabal
Piarres Larzabal Carrera, también conocido como Piarres Lartzabal, nacido el 5 de mayo de 1915 en Ascain y fallecido el 12 de enero de 1988 en Ciboure, fue un sacerdote católico, escritor y académico vasco-francés. Es uno de los autores teatrales más prolíficos y representados de la literatura en lengua vasca, con unas 120 obras de teatro escritas, que van de la comedia al drama.  Tuvo también una importante vertiente sociopolítico, como uno de los representantes más significativos en su época del abertzalismo en el País Vasco Norte, siendo uno de los fundadores del movimiento Enbata.

## Biografía
Piarres Larzabal fue hijo de Alexandre Larzabal natural de Urrugne, en la provincia histórica vasco-francesa del Labourd y de María Carrera, natural de la localidad navarra de Vera de Bidasoa, al otro lado lado de la frontera. No conoció a su padre hasta la edad de tres años, ya que nació mientras este estaba combatiendo en la Primera Guerra Mundial. Tras completar la enseñanza primaria, estudió en los seminarios menores de Hasparren y Ustaritz. En Ustaritz conoció al clérigo y escritor vascófilo Piarres Lafitte, quien le animó a que escribiera en lengua vasca y fue una importante influencia en su vocación literaria. Sus primeros cuentos escritos en euskera datan del inicio de la década de 1930.  En 1933, Piarres Larzabal fue a París para hacer el servicio militar, durante el cual obtuvo un diploma de enfermería y se unió a una compañía teatral.  Tras acabar el servicio militar completó sus estudios sacerdotales en el seminario mayor de Bayona y fue ordenado finalmente sacerdote en 1939, siendo nombrado vicario tercero de Hasparren. También durante estos años escribe su primera obra de teatro "Irri eta nigar" (La risa y el llanto), que publicó en la revista Gure Herria en 1934.
El estallido de la Segunda Guerra Mundial en 1939, supone la movilización de Larzabal como soldado, dentro del regimiento 49 de Bayona, formado por vascos y bearneses. Gracias a los conocimientos sobre enfermería que adquirió durante el servicio militar, trabajó principalmente en los servicios sanitarios del ejército francés. Larzabal cayó prisionero de los alemanes durante la guerra y estuvo preso en varios campos de prisioneros y trabajo en Alemania y otros territorios ocupados por los nazis como Checoslovaquia y Polonia. Llegó a caer gravemente enfermo durante su cautiverio. Pudo salvar su vida gracias a la Cruz Roja Suiza, algunos de cuyos supervisores mediaron para conseguir su evacuación a este país. En 1942, una vez repuesto en Suiza, Larzabal pudo regresar a su puesto de vicario en Hasparren. Estando Francia ocupada en aquel momento por los alemanes, Larzabal se unió secretamente a la Resistencia con la que colaboró activamente montando una red en Hasparren. De esta época data su amistad personal con el futuro primer ministro francés Jacques Chaban-Delmas. Al terminar la contienda, Larzabal había llegado al rango de "comandante" dentro de la Resistencia y fue condecorado. 
En el plano social Larzabal desplegó una actividad intensa en Hasparren promoviendo la creación de sindicatos y cooperativas agrarias. En 1951, tras 12 años al frente de la parroquia de Hasparren, Larzabal se trasladó a Socoa, barrio de Ciboure, donde los feligreses locales querían constituir una parroquia. Sin apoyo de la diócesis, erigieron ellos mismos una iglesia en cuya construcción participó el propio Larzabal. Larzabal fue el párroco de Socoa durante casi tres décadas.  En las décadas de 1950 y 1960 sus colaboraciones con artículos en revistas vascas se hacen cada vez más habituales y escribe el grueso de su obra teatral, convirtiéndose en la figura de referencia del teatro en lengua vasca al norte de los Pirineos. Este hecho le vale convertirse en 1963 en académico de número de la Academia de la lengua vasca, tomando la silla de su paisano Jean Elissalde, que había fallecido.

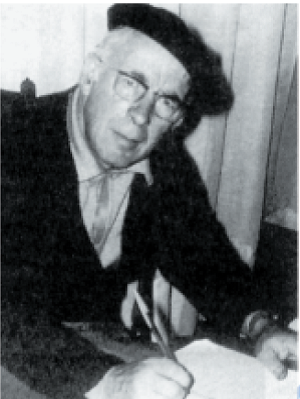
Piarres Larzabal

En el plano político, Larzabal se va significando cada vez más en sus posiciones abertzales. Un par de artículos en la revista Herria  en los que critica la posición francesa en la Guerra de Argelia, apoyando la independencia argelina y tomando posturas anticolonialistas, le valen ser denunciado. En 1960 es uno de los fundadores de la revista Enbata, que se transformaría tres años más tarde en movimiento político. Enbata fue fundado en el propio domicilio de Larzabal y entre sus fundadores figuraron personalidades como Ximun Haran, Jean Louis Davant, Jakes Abeberri o Michel Labéguerie. Enbata fue la principal organización política abertzale vasco-francesa por aquel entonces. Abogaba como meta a largo plazo por la unificación política y cultura de todos los territorios vascos y el derecho de autodeterminación de estos, mientras que de modo posibilista y a corto plazo, abogaba por la creación de un departamento vasco en Francia. Larzabal publicó en Enbata algunas de sus obras teatrales más políticas y relacionadas con la identidad vasca. Enbata sería ilegalizado en 1974, aunque a partir de 1975 la revista volvería a editarse, ya sin algunos de sus primeros colaboradores. 
Durante la década de 1960 más y más refugiados políticos vascos vienen a "Iparralde" desde España y para ayudarlos , en 1969 se decidió con sus amigos Telesforo Monzón y Gotzon Arregi a crear la asociación "Anai Artea", para brindar apoyo a los refugiados del franquismo. Larzabal fue secretario de esta organización. Durante esa época se acusó a la "Anai-Artea" y en concreto a Larzabal de brindar apoyos a ETA que iban más allá de la acogida humanitaria de refugiados de esta organización. Larzabal actuó en 1970 como intermediario en el secuestro por parte de ETA del cónsul de la República Federal de Alemania en San Sebastián, Eugen Biehl.
En 1979 enfermó gravemente y se vio obligado a abandonar su trabajo como párroco. Murió 8 años después en su casa de Socoa.

## Obra literaria
Piarres Larzabal escribió su obra literaria utilizando el dialecto labortano del euskera, siguiendo en buena parte la norma escrita marcada por su maestro Piarres Lafitte para el dialecto literario navarro-labortano.
Larzabal realizó colaboraciones en varias revistas que se editaban en el País Vasco Francés, en las que publicó de forma recurrente artículos de opinión y también algunas de sus obras de teatro por capítulos. Revistas como Herria, Eskualduna, Gure Herria, Enbata (de la que fue fundador), Otoizlari o Aitzina. Otra parte de su obra se publicó en libros, a partir de la década de 1950,  algunos de los cuales fueron autoeditados. Sin embargo buena parte de su obra teatral quedó sin publicar. Fue habitual que grupos de jóvenes del País Vasco Francés acudieron a donde el cura para que este les escribiera una obra de teatro por encargo, que pudieran representar en su pueblo. Larzabal escribía estas obras a medida, en función del número de integrantes que tenía cada grupo, y generalmente una vez representadas, quedaban sin publicar.
En sus primeros días, Piarres Larzabal escribió pequeñas piezas de teatro como Kontrabandistak, Eiherazainaren astoa, Okilamendi Jaun Mera,  comedias donde mezclaba diálogos en francés y euskera.  Pero para Piarres Larzabal, el teatro vasco debía convertirse en "adulto" y ser capaz de tratar todos los temas, así que aunque no abandonó nunca la comedia, buena parte su obra escrita en las décadas de 1950 y 1960 está compuesto por dramas, en los que trata los problemas de conciencia (Etxahun, Berterretx, Bordaxuri), los problemas sociales (Hiru Ziren, Lana Eri) o la identidad vasca (Matalas, Ibañeta, Mugari tiro). También escribió algunas pastorales, como Orreaga, Lartaun, Orria 778 o Aralar. La pastoral es un género popular de teatro del País Vasco, que se ajusta a unas reglas muy concretas de estructura.
Cuando murió, el académico vasco Piarres Charritton realizó una recopilación de la obra completa de Larzabal, incluyendo no solo las obras de teatro, sino también suscuentos, artículos y memorias. La editorial Elkar publicó estas obras completas en 7 tomos, entre 1991 y 1998

### Teatro[4]
1. Nork hil du Oihanalde? (¿Quién ha matado a Oihanalde?) (1950)
2. Xirristi-Mirrixti (1950)
3. Okillomendi alkate  (Okillomendi alcalde) (1952, Egan)
4. Etchahun (1953, Ed. Herria)
5. Portu Txoko (1954)
6. Berterretx (1955)
7. Mugari tiro (Tiro a la frontera) (1959)
8. Bordaxuri (1962, Auspoa)
9. Herriko bozak edo nor alkate (Elecciones populares o quien es el alcalde) (1962, Auspoa)
10. Ihauteriak  (Carnavales) (1962, autoedición)
11. Iru ziren (Eran tres) (1962, Auspoa)
12. Orreaga (Roncesvalles) (1964, Goiztiri)
13. Paper mende (Siglo del papel) (1964)
14. Sarako lorea (La flor de Sare) (1964)
15. Senperen gertatua (Sucedido en Saint-Pée) (1964, Auspoa)
16. Hilla esposatu. Lapurdiko eta Gipuzkoako euskaraz (Muerto esposado. En euskera del Labort y Guipúzcoa) (1965, Auspoa)
17. Lana eri (1965)
18. Suedako neskatxa (La niña de Suecia) (1965)
19. Basabeltz (1966)
20. Infernuko dirua (El dinero del infierno) (1966)
21. Ibañeta (1968, autoedición)
22. Matalas (1968)
23. Nor da hobenduna? (¿Quién es el culpable?) (1968)
24. Lartaun (1969)
25. Roxali (1970, autoedición)
26. Aralar (1971)
27. Angles ginelarik (Cuando éramos ingleses) (1973)
28. Otsoak artaldean (Lobos en el rebaño) (1973)
29. Orria 778 (Roncesvalles 778)  (1974)

### Otras
- Ipuin eta ixtorio (1930-1964).
- Hitzaldi eta mintzaldi (1955-1988)
- Larzabalen antzerki kaierak (2010, Hiria argitaletxea) Donibane Lohizuneko Begiraleak elkarteak prestatu edizioa.